# Ob
Ob (rusko Обь) je reka v zahodni Sibiriji, četrta najdaljša v Rusiji in druga najdaljša v Aziji. Od izvira Irtiša meri 5410 km, od izvira Katuna pa 3650 km.
Ob odvaja vodo iz porečja, ki je šesto največje na svetu. Nekateri znanstveniki ga povezujejo z Irtišem v eno samo, 5400 km dolgo reko. Ob izvira na obronkih gorovja Altaj in teče proti severu po tajgi, kjer se razcepi v dve strugi, v Veliki in Mali Ob. Reka je zamrznjena do 200 dni na leto. Ob se izliva v Karsko morje z ogromnim, okoli 600 km dolgim estuarijem, imenovanim Obski zaliv (Обская губа) med polotokom Jamal na zahodu in polotokom Gidan na vzhodu.
Ob reki Ob ležijo mesta Barnaul, Novosibirsk, Kolpaševo, Nižnevartovsk, Surgut in Salehard.